# جون دبليو. روبرتس
جون دبليو. روبرتس (بالإنجليزية: John W. Roberts)‏ هو ضابط أمريكي، ولد في 1921 في مانكاتو في الولايات المتحدة، وتوفي في 8 يناير 1999 في سان أنطونيو في الولايات المتحدة.